# Import Export
Import Export ist ein Film des österreichischen Regisseurs Ulrich Seidl aus dem Jahre 2007. Er wurde bei den 60. Filmfestspielen von Cannes im Wettbewerb um die Goldene Palme am 21. Mai uraufgeführt.

## Handlung
Ob in Österreich oder in der Ukraine, in beiden Ländern ist es im Winter kalt, nass, trist, und die Menschen frieren. So sieht es auf den ersten Blick in der jeweils anderen Region gar nicht so viel anders aus. Doch der Film berichtet über zwei verschiedene Schicksale, die ihr Glück durch „Import“ und „Export“ versuchen.
Ein Teil des Filmes begleitet den Weg von Olga, einer jungen Ukrainerin. Sie ist Mutter eines Kleinkindes und arbeitet als Krankenschwester. Da ihr Arbeitgeber nur einen Teil des Gehalts auszahlt, versucht Olga auch durch Pornographie mittels Internet-Webcam Geld zu verdienen. Sie beschließt, ohne ihr Kind nach Österreich zu gehen, wo eine Freundin von ihr wohnt. Dort findet sie Arbeit als Putzfrau, verliert diese jedoch ebenso schnell wie ihre Tätigkeit als Haushaltshilfe in einer Stadtvilla. Als dauerhaft erweist sich hingegen die Arbeit in einer Geriatrie, wo sie Bekanntschaften mit Heimbewohnern und Pflegern macht.
Dem jungen arbeitslosen Wiener Paul, genannt Pauli, geht es nicht viel besser. Pauli verliert seine Neuanstellung als Wachschutzmann und hat Probleme, seine Schulden bei Freunden, Bekannten und seinem Stiefvater Michael abzuzahlen. Auch das Arbeitsamt kann ihm nicht weiterhelfen. Schließlich fährt er mit seinem Stiefvater nach Osteuropa, auch in die Ukraine, um dort ausgemusterte Spielautomaten aufzustellen. Für Pauli die passende Gelegenheit, seine Schulden bei Michael abzuzahlen und sich vor seinen Gläubigern zu verstecken.
Mehrere Motive werden in beiden Geschichten behandelt. Das Thema Prostitution wird zuerst aus der Sicht der Sexarbeiterinnen (Olga und deren Arbeitskolleginnen) geschildert, während in Pauls Geschichte die Perspektive der männlichen Freier beleuchtet wird. Nachdem Paul ein Angebot abschlägt, holt sich Michael in der Ukraine eine sehr junge Prostituierte aufs Hotelzimmer, die er auf verschiedene Weisen erniedrigt, um Paul die Macht des Geldes zu zeigen, so Michael. Diese Szene zählt wohl zu den brutalsten in Seidls Werk. Anhand des Motives der Prostitution werden viele weitere Themen des Films abgehandelt, etwa die Macht der Geschlechternormen, die Folgen von Armut, Sex-Tourismus oder Gewaltausübung.
Die Figuren Paul und Olga sind gleichzeitig Kontrast- und Korrespondenzfiguren. Beide sind gleich alt und befinden sich in finanzieller Not, die sie mit einem Aufbruch in das jeweils andere Land bekämpfen wollen. Zugleich ist ihre Reise auch eine Suche nach Identität. Trotz ihrer unterschiedlichen Herkunft teilen Paul und Olga ähnliche Nöte und Sorgen, wodurch Aspekte des menschlichen und sozialen Lebens hervorgehoben werden, die unabhängig von Kultur und Nation bestehen.

## Hintergrund
- Der Film wurde 2005 und 2006 in Wien, der Ukraine, Rumänien, Tschechien und der Slowakei auf 16-mm- und 35-mm-Film gedreht und im Mai 2007 fertiggestellt.
- Import Export lief in der Reihe „Internationales Programm“ im Juni auf dem Filmfest München.
- Der Film war Österreichs einzige Nominierung für den Europäischen Filmpreis 2007.[1]
- Mit Maria Hofstätter, Georg Friedrich und Erich Finsches spielen gleich drei Schauspieler aus Seidls vorhergehendem Spielfilm Hundstage erneut mit. Auffallend ist vor allem der Kurzauftritt von Dirk Stermann, ein in Österreich sehr bekannter Kabarettist, da Seidl in seinen Filmen ansonsten unbekanntere Schauspieler oder Amateurschauspieler einsetzt. Stermanns Auftritt könnte als Hinweis auf den fiktionalen Charakter des Filmes verstanden werden, während sich der restliche Film, wie immer bei Seidl, sehr authentisch gibt.

## Rezeption
Tobias Kniebe schrieb in der Süddeutschen Zeitung, der Film sei „Schwerstarbeit“. Import Export sei „ein Film, der den Schneestürmen in der Ukraine ebenso abgerungen ist wie der österreichischen Krankenhausbürokratie oder dem Schamgefühl seiner Protagonisten – aber gerade daraus entsteht eine Wucht, die sich anders wohl nie erreichen ließe“. Der Film sei einer der besten Filme im Wettbewerb um die Goldene Palme. In Die Welt kritisierte Hanns-Georg Rodek dagegen, der Film sei zu lang und Seidl „zu selbstverliebt in bittere Tristesse“.
Das Lexikon des internationalen Films urteilt: „Der Film schildert zwei Bewegungen von Ost nach West und umgekehrt und konfrontiert mit dem allumfassenden Schrecken einer Gesellschaft, die Ausbeutung bis in die letzte Verästelung der Verkehrsformen zur Grundlage hat. Trotz der kompromisslosen Härte kein pessimistischer Film, da er seinen Hauptfiguren moralische Integrität zugesteht und im Zuschauer humanistische Impulse auszulösen vermag.“